# Trelleborg radio
Trelleborg radio var en kustradiostation, ägd av Statens Järnvägar, och användes huvudsakligen för kommunikation med tågfärjor.

## Stationens historia
Stationen med anropssignal SAC var inrymd i färjestationen i Trelleborg och öppnades 1912 med gnistsändare på långvåg. Telegrafisterna som arbetade där växlade befattning mellan Trelleborg radio och tågfärjorna på linjen Trelleborg - Sassnitz.

Trelleborg radio var endast i begränsad omfattning öppen för allmän trafik, utan prioriterade SJ:s tågfärjor, och radiostationens placering i färjestationen gjorde att den blev en upplysningscentral för personer som behövde information i samband med färjetrafiken.

I slutet av 1940-talet upphörde stationen med långvågstrafik, och därefter användes enbart telefoni på gränsvåg som kommunikationssätt. År 1959 inrättades Gylle radio strax utanför Trelleborg, och fjärrmanövrerades från Trelleborg.
Trelleborg radio lades ner 1974, och allmän trafik till färjorna har därefter skett på VHF via Stockholm radio eller med mobiltelefon från myntautomat ombord.